# Giovani Salgado
Giovani Felipin Salgado (Caçapava, 8 de maio de 2001) é um carateca brasileiro. 

## Carreira
No Campeonato Mundial de Karatê de 2021, realizado em Dubai, Salgado venceu sua primeira luta, mas foi eliminado no 2º round.
Nos Jogos Pan-Americanos Júnior de 2021, realizado em Cali, na Colômbia, conquistou a medalha de ouro na categoria +84kg.
No Campeonato Pan-Americano de Karatê de 2022, realizado em Curaçao, obteve o bronze na categoria +84kg.
No Campeonato Mundial de Karatê de 2023, realizado em Budapeste, na Hungria, quase conquistou uma medalha, chegando à semifinal, mas perdendo a luta, e depois a disputa pela medalha de bronze, na categoria +84 kg.
Nos Jogos Pan-Americanos de 2023, realizado em Santiago, Chile, conquistou a medalha de bronze na categoria +84 kg.